# Pinkerton (Detektei)
Die Pinkerton-Agentur ist ein US-amerikanischer privater Sicherheitsdienst sowie eine Detektei, die 1850 von dem Detektiv Allan Pinkerton als Pinkerton’s National Detective Agency in Chicago gegründet wurde. Sie ist seit 1999 Tochter des schwedischen Sicherheitskonzerns Securitas AB.

## Geschichte
Als erster durchschlagender Erfolg der Pinkerton-Agentur galt die Aufklärung eines Falles, bei welchem der Adams Express Company eine hohe Bargeldsumme geraubt worden war. Das Geld konnte zurückgeführt werden. Schon im Sezessionskrieg war die Agentur maßgeblich an der Bildung des militärischen US-Geheimdienstes beteiligt. So wurde sie mit immer größeren Aufgaben betraut. 1861 scheiterte ein Mordkomplott gegen den US-Präsidenten Abraham Lincoln, weil die Pinkerton-Agentur die Attentatspläne rechtzeitig aufdeckte. Nachdem die Agentur anfänglich primär in Städten aktiv gewesen war, übernahm sie ab 1874 auch Aufträge der Eisenbahngesellschaften. Dabei bekämpfte sie unter anderem die James-Younger-Bande, die seit dem Bürgerkrieg Unruhe stiftete und die Eisenbahngesellschaften mit Überfällen terrorisierte.
Die Pinkertons wurden auch selbst des Terrorismus und Vigilantismus beschuldigt, wenn sie sich von Fabrikbesitzern zur Bekämpfung von Gewerkschaftern und Streikenden anheuern ließen, sie gelten als erste Vertreter der Union-Busting-Branche. Ihre Werkschutzeinheiten übertrafen dabei oft die Stärke der regulären Armee. So rekrutierten sie bei den Eisenbahnstreiks von 1877 Streikbrecher eigens für die Demoralisierung der Streikenden. Beim Homestead-Streik 1892 kam es zu einer Schießerei zwischen Streikenden und etwa 300 Agenten der Pinkertons, die der Fabrikant angeheuert hatte. Dabei kamen auf beiden Seiten mehrere Menschen ums Leben.
Nach dem Tod Allan Pinkertons übernahmen seine Söhne Robert und William die Leitung der Agentur.
1999 wurde das Unternehmen von dem schwedischen Konzern Securitas AB übernommen; es bietet – weiter unter dem Namen Pinkerton – Corporate-Risk-Management-Lösungen an.

## In der Popkultur
Pinkerton wurde in verschiedenen Medien und Werken dargestellt. So finden sich zum Beispiel Parallelen zur Detektei bei Arthur Conan Doyles Sherlock-Holmes-Werk Das Tal der Angst, den Geschichten um die Kinderbuchfigur Detektiv Pinky von Gert Prokop, im Band 88 von Lucky Luke, in Walter Satterthwaits Romanen Eskapaden, Maskeraden, Scharaden, in mehreren Romanheftserien vor dem Zweiten Weltkrieg sowie ab 1948 in Hans Günthers Serie Allan Pinkerton wieder.
Dashiell Hammett, ein berühmter Kriminalschriftsteller, war Mitglied der Pinkerton Agency. Er verarbeitete seine Erlebnisse als Detektiv und Streikbrecher in seinen Romanen, unter anderem in Rote Ernte.
In der BBC-Serie Ripper Street oder den Videospielen BioShock Infinite sowie in dessen DLC Burial at Sea und Red Dead Redemption 2 werden einige Figuren als Pinkerton-Agenten dargestellt.
Im Januar 2019 wurde bekannt, dass der Publisher des Computerspiels Red Dead Redemption 2, Take 2 Interactive, gemeinsam mit dessen Entwickler Rockstar Games anlässlich einer Zahlungsaufforderung Pinkertons an Take 2 Interactive vor Gericht zog. Pinkerton verlangt für die Nutzung des Namens eine Vergütung, die Kläger betrachten Pinkerton als „festen Bestandteil der US-amerikanischen Geschichte“. Schon am 4. April 2019 zogen Take 2 Interactive und Pinkerton, die zwischenzeitlich Widerklage erhoben hatten, ihre Klagen zurück.